# Franciszek Szlosek
Franciszek Władysław Szlosek (ur. 1943) – polski pedagog, doktor habilitowany nauk humanistycznych.

## Życiorys
W 1974 r. ukończył studia mechaniki specjalności pedagogicznej w Politechnice Warszawskiej, w 1984 r. obronił pracę doktorską, w 1997 r. habilitował się. Został pracownikiem naukowym na Akademii Pedagogiki Specjalnej im. Marii Grzegorzewskiej, w Lubelskiej Szkole Wyższej w Rykach, na Uniwersytecie Jana Kochanowskiego w Kielcach, na Uniwersytecie w Siedlcach, oraz na Uniwersytecie Radomskim im. Kazimierza Pułaskiego.